# 皮谢 (厄尔省)
皮谢（法語：Puchay，法語發音：[pyʃɛ]）是法国厄尔省的一个市镇，属于莱桑德利区。

## 地理
皮谢（49°20'33"N, 1°31'58"E）面积13.93 平方千米，位于法国诺曼底大区厄尔省，该省份为法国北部内陆省份，北起滨海塞纳省，西接奧恩省和卡爾瓦多斯省，南至厄尔-卢瓦省，东临瓦兹省、瓦兹河谷省和伊夫林省。
与皮谢接壤的市镇（或旧市镇、城区）包括：库德赖、利索尔、里昂斯拉福雷、莫尔尼、拉讷沃格朗日、韦克桑地区诺容、索赛拉康帕涅。

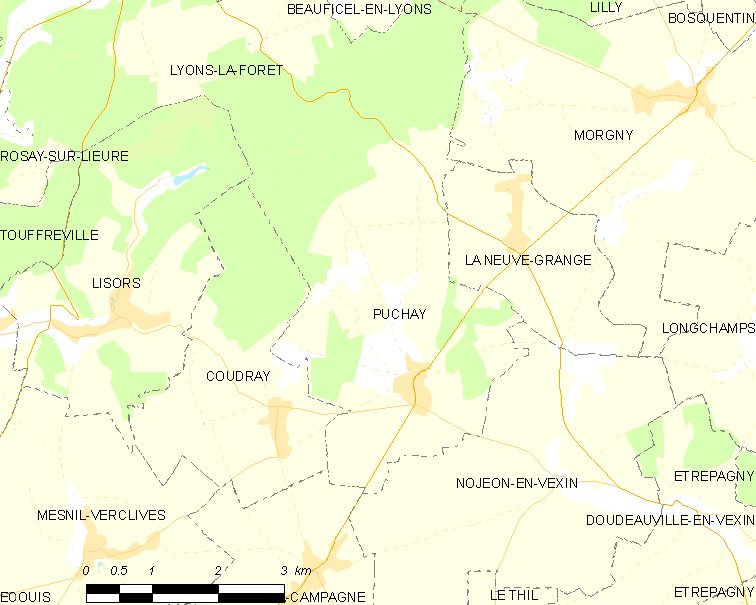
的OSM定位图

皮谢的时区为UTC+01:00、UTC+02:00（夏令时）。

## 行政
皮谢的邮政编码为27150，INSEE市镇编码为27480。

## 政治
皮谢所属的省级选区为日索尔县。

## 人口

1962-2008年间人口变化图示

皮谢于2022年1月1日时的人口数量为609人。